# Klymene (Tochter des Minyas)
Klymene (altgriechisch Κλυμένη Klyménē), Tochter des Minyas, ist eine Gestalt der griechischen Mythologie.
Sie war die Gemahlin des Phylakos oder dessen Bruder Kephalos; aus der Ehe gingen Iphiklos und Alkimede hervor, die Mutter des Iason. Von Iasos wiederum, dem Sohn des Lykurgos, soll Klymene Mutter der Atalante geworden sein.
Hesiod nennt sie auch als Mutter des Phaeton, was sich allerdings mit der Legende der gleichnamigen Okeanide Klymene überschneidet.